# Баби (Пйотрковський повіт)
Баби (пол. Baby) — село в Польщі, у гміні Мощениця Пйотрковського повіту Лодзинського воєводства.
Населення — 795 осіб (2011).
У 1975-1998 роках село належало до Пйотрковського воєводства.

## Демографія
Демографічна структура станом на 31 березня 2011 року:
|          | Загалом | Допрацездатний вік | Працездатний вік | Постпрацездатний вік |
| -------- | ------- | ------------------ | ---------------- | -------------------- |
| Чоловіки | 362     | 92                 | 234              | 36                   |
| Жінки    | 433     | 85                 | 237              | 111                  |
| Разом    | 795     | 177                | 471              | 147                  |